# Похищение в жълто
„Похищение в жълто“ е български игрален филм (детски, приключенски, семеен) от 1980 година на режисьора Мариана Евстатиева-Биолчева, по сценарий на Георги Данаилов. Оператор е Атанас Тасев. Музиката във филма е композирана от Александър Бръзицов. Песента изпълнява Орлин Горанов.
Създаден е по мотиви от повестта „Произшествие на тихата улица“ от Павел Вежинов.

## Сюжет
Няколко деца от софийски квартал са в стихията са своите игри. Неочаквано едно от тях – малкият Васко, изчезва. „Следствието“, което децата предприемат, започва като игра, но постепенно завладява цялото им въображение. Те преживяват напрегнати и драматични ситуации, преминават през трудности, докато намерят своето другарче.

## Актьорски състав
- Ивайло Вакъвлиев – Зарко
- Мартин Стоянов – Чочко
- Емилия Груева – Лили
- Габриела Ангелкова – Доли
- Ахмед Алиев – Андрей
- Симеон Михайлов – Очилатко
- Марио Филипов – Филип
- Антон Радославов – Васко
- Сами Еламин – Тони
- Емил Белчев – брат на Васко
- Вера Жекова – детето на д-р Ненов
- Константин Коцев – дядото на Васко
- Павел Поппандов – бате Ангел
- Явор Спасов – човекът със златните обувки
- Люба Алексиева - бабата на Филип
- Илия Раев – д-р Ненов
- Венета Чанкова
- Надя Тодорова – кондукторката в трамвая
- Минка Сюлеймезова – пътничка в трамвая
- Наталия Бардская
- Бистра Тупарова
- Васил Димитров – бащата на Тони
- Иван Янчев – съседът на Петрови
- Мила Попантонова - съседка
- Веселин Борисов (не е посочен в надписите на филма) – пияният
- Димитър Георгиев (не е посочен в надписите на филма) – автомонтьорът

## Награди
- Втора награда „Сребърен Лачено“ на МКВ в (Авелино, Италия, 1983).